# Podorojnie, Jîdaciv
Podorojnie (în ucraineană Подорожнє) este un sat în comuna Volodîmîrți din raionul Jîdaciv, regiunea Liov, Ucraina.

## Demografie
Componența lingvistică a localității Podorojnie
     Ucraineană (100%)
Conform recensământului din 2001, toată populația localității Podorojnie era vorbitoare de ucraineană (100%).